# ザ・フォール (ノラ・ジョーンズのアルバム)
『ザ・フォール』（The Fall）は、ノラ・ジョーンズの4枚目のスタジオ・アルバム。

## 概要
- 前作『ノット・トゥー・レイト』から2年10ヶ月ぶりとなるアルバムである。

## 収録曲
1. チェイシング・パイレーツ - "Chasing Pirates" (Norah Jones)
2. せつなさの予感 - "Even Though" (Norah Jones/Jesse Harris)
3. ライト・アズ・ア・フェザー - "Light As a Feather" (Norah Jones/Ryan Adams)
4. ヤング・ブラッド - "Young Blood" (Norah Jones/Mike Martin)
5. 愛の名残り - "I Wouldn't Need You" (Norah Jones)
6. ウェイティング - "Waiting" (Norah Jones)
7. イッツ・ゴナ・ビー - "It's Gonna Be" (Norah Jones)
8. こわれた恋心 - "You've Ruined Me" (Norah Jones)
9. バック・トゥ・マンハッタン - "Back To Manhattan" (Norah Jones)
10. スタック - "Stuck" (Norah Jones/Will Sheff)
11. ディセンバー - "December" (Norah Jones)
12. テル・ヤー・ママ - "Tell Yer Mama" (Norah Jones/Jesse Harris/Richard Julian)
13. ひとときの恋人- "Man Of The Hour" (Norah Jones)

日本盤ボーナス・トラック
1. ハー・レッド・シューズ - "Her Red Shoes" (Norah Jones)